# Тесновский сельсовет
Тесновский сельский Совет — упразднённый сельский Совет на территории Столбцовского района Минской области Республики Беларусь.

## Географическое положение
Сельсовет расположен недалеко от Налибокской пущи в северной части Столбцовского района, граничит с Воложинским районом. Административный центр сельсовета находится в 55 км от районного центра — города Столбцы, а также в 70 км от областного центра — города Минска.

## История
Тесновской сельский Совет был образован 1 мая 1983 года в составе Столбцовского района Минской области. 1 июля 2013 года Тесновский сельсовет был реорганизован, а его населённые пункты были присоединены к Литвенскому сельсовету.

## Состав
Тесновский сельсовет включает 15 населённых пунктов:
1. Денисы — деревня.
2. Дроздовщина — деревня.
3. Заменка — деревня.
4. Зеневичи — деревня.
5. Куль — деревня.
6. Мешичи — деревня.
7. Алешковец — хутор.
8. Петриловичи — деревня.
9. Петрово — хутор.
10. Сапутевичи — деревня.
11. Серкули — деревня.
12. Слободка — деревня.
13. Судевичи — деревня.
14. Тесновая 1 — деревня.
15. Тесновая 2 — деревня.

## Производственная сфера
- СПК «Родина Дзержинского»
- ГУ «Столбцовский ПНДИ»
- Кульское лесничество Столбцовского опытного лесничества
- КФХ «Замник»
- ООО «Мавит — Экспо»

## Социально-культурная сфера
- Учреждение образования и дошкольные воспитания: УО «Тесновская средняя школа» имени Ф. Э. Дзержинского, Тесновской детский сад
- Медицинское обслуживание: Сельская врачебная амбулатория в д. Тесновая, Фельдшерско-акушерский пункт в д. Куль
- Учреждение культуры и спорта: ДК д. Куль, филиал ДК в д. Тесновая-2, клуб библиотека д. Мешичи, библиотека д. Тесновая-1

## Достопримечательности
- Сосновый бор, урочище «Дзержиново» Налибокской пущи
- Реки: Уса, Замянка, Бруйовка
- Пять озёр